# Wapen van Aardenburg

Wapen van Aardenburg

Het wapen van de stad en voormalige gemeente Aardenburg is mogelijk een sprekend wapen. De stad droeg vroeger namelijk de naam Rodenburgh, op het wapen staat ook een rode burcht. Wanneer de plaats een wapen is gaan voeren is niet duidelijk. Wel is bekend dat het in 1187 stadsrechten kreeg.

## Geschiedenis
Het wapen werd op 31 juli 1817 officieel door de Hoge Raad van Adel aan de stad toegekend. Het wapen werd niet in gebruik erkend, omdat er geen vaste vorm van de burcht bekend was.
In de 15e eeuw werd voor het eerst een burcht op een stadszegel gebruikt, dit betrof een getinneerde muur. In deze muur stond een toren en aan de linker zijde van de muur bevond zich een hangtorentje met daaronder een deur waarnaar een trap leidt.
In de daaropvolgende eeuw kreeg het zegel een wapenschild met daarop een getinneerde poort met valdeur. Het schild wordt gehouden door twee omziende, van het schild wegkijkende, leeuwen.
In dezelfde eeuw wordt er ook een zegel gebruikt waarop een poort met daarin een ruiter prijkt. In de poort staan ook twee portiers met een lans. Het is bekend dat de twee leeuwen in 1672 zijn verleend wegens het verzet tegen de Fransen.
In 1604 mocht de stad een kroon op het wapen gaan voeren naar aanleiding van de oorlog tegen de Spanjaarden.
Het wapen is na twee fusies, in 1941 met Eede en Sint Kruis en in 1970 kreeg de gemeente een deel van de gemeente Waterlandkerkje toegewezen, niet gewijzigd. Het wapen wordt sinds 1995 niet meer gebruikt omdat de gemeente toen opging in de gemeente Sluis-Aardenburg. Deze gemeente is in 2003 opgegaan in de huidige -veel grotere- gemeente Sluis.

### Blazoen
De beschrijving van het oude wapen luidde als volgt:
Van goud beladen met een dubbele burg van keel, boven deszelve een kroon met 5 fleurons van goud en ter wederszijden vastgehouden door een klimmende leeuw van keel.
Het goudkleurige schild vertoont een rode dubbele burcht. Boven op het schild staat een markiezenkroon van vijf fleurons (bladeren). Het schild wordt gehouden door twee leeuwen welke ook rood van kleur zijn. De stad Aardenburg voerde zelf een kroon van drie bladeren met daartussen 2 parels.

## Verwante wapens
De volgende wapens zijn vergelijkbaar of verwant aan het wapen van Aardenburg:

Het wapen van Arnemuiden
Het wapen van Burgh
Het wapen van Domburg
Het wapen van Oost-Souburg
Het wapen van Oost- en West-Souburg
Het wapen van Sluis-Aardenburg
Het wapen van West-Souburg

Aagtekerke
· Aardenburg
· Arnemuiden
· Axel
· Baarland
· Bath
· Biervliet
· Biggekerke
· Bloois
· Bommenede
· Borssele
· Boschkapelle
· Botland
· Breskens
· Brigdamme
· Brijdorpe
· Brouwershaven
· Bruinisse
· Burgh
· Buttinge
· Cadzand
· Clinge
· Colijnsplaat
· Domburg
· Dreischor
· Driewegen
· Duiveland
· Duivendijke
· Elkerzee
· Ellemeet
· Ellewoutsdijk
· Eversdijk
· Gapinge
· Graauw en Langendam
· 's-Gravenpolder
· Grijpskerke
· Groede
· Haamstede
· 's-Heer Abtskerke
· 's-Heer Arendskerke
· 's-Heer Hendrikskinderen
· 's-Heerenhoek
· Heille
· Heinkenszand
· Hengstdijk
· Hoedekenskerke
· Hoek
· Hontenisse
· Hoofdplaat
· Hoogelande
· IJzendijke
· Kapelle
· Kats
· Kattendijke
· Kerkwerve
· Klaaskinderkerke
· Kleverskerke
· Kloetinge
· Koewacht
· Kortgene
· Koudekerke
· Krabbendijke
· Kruiningen
· Looperskapelle
· Maire
· Mariekerke
· Meliskerke
· Middenschouwen
· Nieuw- en Sint Joosland
· Nieuwerkerk
· Nieuwerkerke
· Nieuwlande
· Nieuwvliet
· Nisse
· Noordgouwe
· Noordwelle
· Oostburg
· Oosterland
· Oostkapelle
· Oost-Souburg
· Oost- en West-Souburg
· Ossenisse
· Oud-Vossemeer
· Oudelande
· Ouwerkerk
· Overslag
· Ovezande
· Philippine
· Poortvliet
· Renesse
· Rengerskerke en Zuidland
· Retranchement
· Rilland
· Rilland-Bath
· Ritthem
· Sas van Gent
· Scherpenisse
· Schoondijke
· Schore
· Serooskerke (Schouwen-Duiveland)
· Serooskerke (Veere)
· Sinoutskerke en Baarsdorp
· Sint Anna ter Muiden
· Sint-Annaland
· Sint Jansteen
· Sint Kruis
· Sint Laurens
· Sint-Maartensdijk
· Sint Philipsland
· Sirjansland
· Sluis
· Sluis-Aardenburg
· Stavenisse
· Stoppeldijk
· Valkenisse (Walcheren)
· Valkenisse (Zuid-Beveland)
· Vogelwaarde
· Vrouwenpolder
· Waarde
· Waterlandkerkje
· Wemeldinge
· West-Souburg
· Westdorpe
· Westenschouwen
· Westerschouwen
· Westkapelle
· Westkapelle-Buiten en Sirpoppekerke
· Westkerke
· Wissekerke
· Wissenkerke
· Wolphaartsdijk
· Yerseke
· Zaamslag
· Zierikzee
· Zonnemaire
· Zoutelande
· Zuiddorpe
· Zuidzande
· Zwake

Dorpswapens: Geersdijk
· Hansweert
· Kamperland